# جی کارنز
جی کارنز (انگلیسی: Jay Karnes؛ زادهٔ ۲۷ ژوئن ۱۹۶۳) یک هنرپیشه اهل ایالات متحده آمریکا است.
از فیلم‌های معروف او می‌توان به بازی در فیلم برپایی، لئونی اشاره کرد.